# Sandra Scheeres

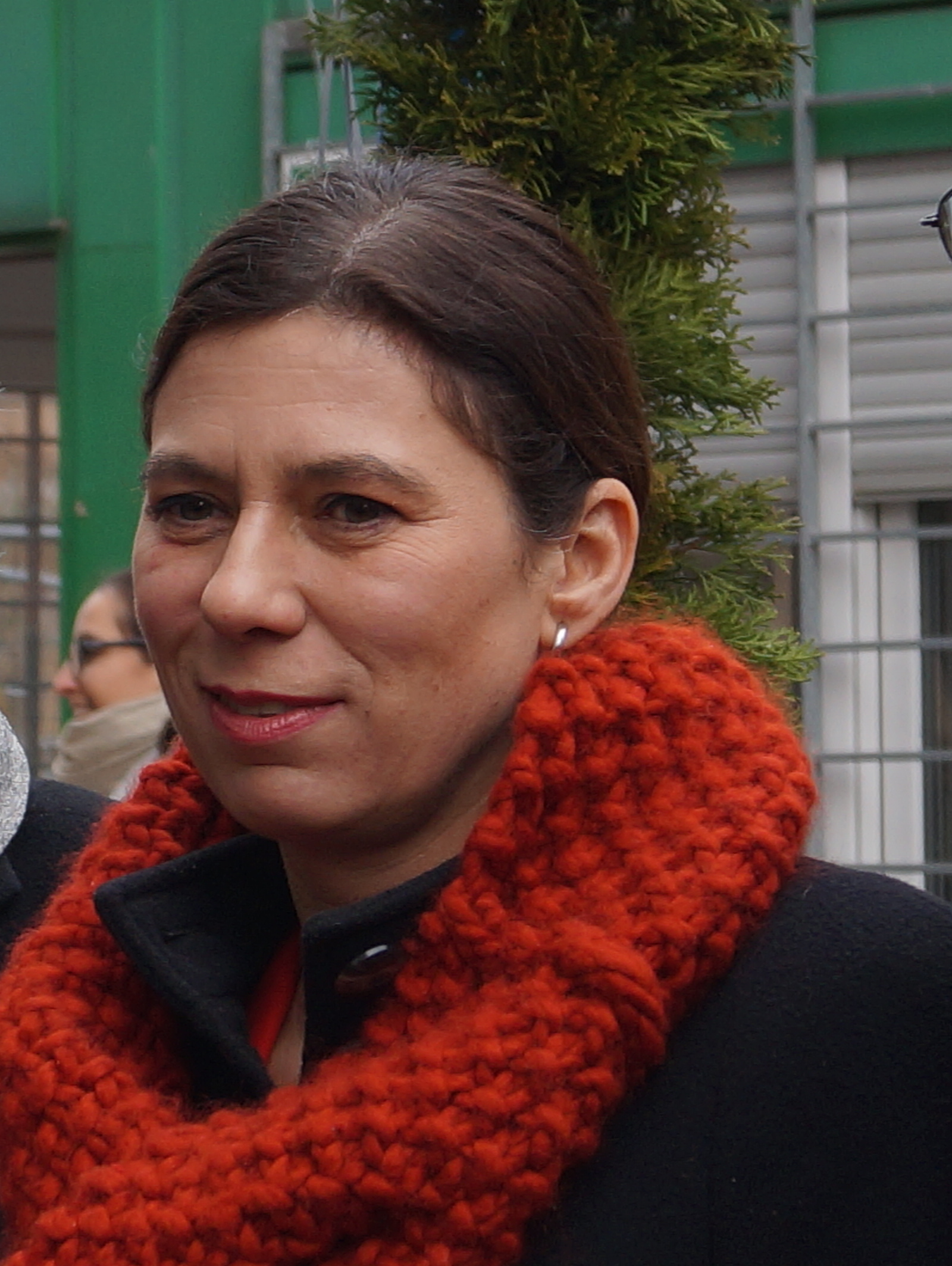
Sandra Scheeres

Sandra Scheeres (* 15. Februar 1970 in Düsseldorf) ist eine deutsche Politikerin (SPD). Sie war von 2006 bis 2016 Mitglied im Abgeordnetenhaus von Berlin. Vom 1. Dezember 2011 bis Dezember 2016 war sie Senatorin für Bildung, Jugend und Wissenschaft des Landes Berlin; nachdem der bis dato in ihrer Verwaltung verankerte Bereich der Wissenschaftspolitik in die Berliner Senatskanzlei integriert wurde, war sie von Dezember 2016 bis Dezember 2021 Senatorin für Bildung, Jugend und Familie.

## Biografie
Sandra Scheeres absolvierte eine Ausbildung zur Erzieherin und studierte im Anschluss Pädagogik an der Universität Düsseldorf mit dem Abschluss als Diplom-Pädagogin im Jahr 1999. Nach vierjähriger Mitarbeit in einem Bundesmodellprojekt für soziale Brennpunkte war sie ab dem Jahr 2003 Wissenschaftliche Referentin bei der Arbeitsgemeinschaft für Kinder- und Jugendhilfe. Seit dem Jahr 2014 ist Scheeres Schirmherrin für den Berliner Zweig des Vereins Fahrradhelden.
Sandra Scheeres ist verheiratet und hat zwei Kinder.

## Politik
Seit dem Jahr 1993 ist Scheeres SPD-Mitglied. In den Jahren 1999 bis 2000 gehörte sie dem Düsseldorfer Stadtrat an. Bei den Wahlen zum Abgeordnetenhaus von Berlin im September 2006 und im September 2011 errang sie im Wahlkreis Pankow 5 ein Direktmandat. Sie war bis Oktober 2016 Mitglied des Abgeordnetenhauses und war bildungspolitische Sprecherin ihrer Fraktion.
Am 30. November 2011 wurde Scheeres zur Senatorin für Bildung, Jugend und Wissenschaft im Senat Wowereit IV ernannt und am 1. Dezember 2011 vereidigt. Unter Wowereits Nachfolger Michael Müller behielt sie dieses Amt (Senat Müller I, seit 11. Dezember 2014), ebenso im Senat Müller II, allerdings ohne den Bereich Wissenschaft, der zur Senatskanzlei wechselte.
Scheeres gab im August 2020 bekannt, dass sie bei der Wahl zum Abgeordnetenhaus von Berlin 2021 nicht kandidieren möchte und kein Senatorenamt mehr anstreben wird. Mit der Bildung des Senats Giffey schied sie am 21. Dezember 2021 aus dem Senatorenamt aus.

## Politische Positionen
Im Jahr 2018 initiierte Sandra Scheeres gemeinsam mit dem Senatskollegen Matthias Kollatz ein Angebot an Lehrkräfte, mit 20-prozentigen Gehaltszuschlägen bis zu drei Jahre jenseits der Pensionsgrenze weiterzuarbeiten.